# 60e parallèle sud
Pour les articles homonymes, voir 60e parallèle.
En géographie, le 60e parallèle sud est le parallèle joignant les points de la surface de la Terre dont la latitude est égale à 60° sud. Ce parallèle ne traverse aucune terre émergée, mais correspond en moyenne à la position de la convergence antarctique. Il a été choisi comme frontière nord de l'océan Antarctique, et des terres appartenant à l'Antarctique.

## Géographie

### Dimensions

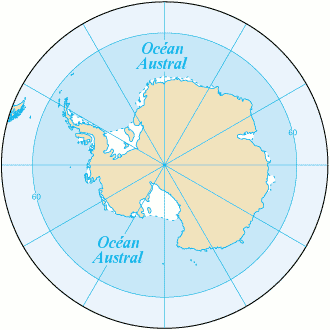
Carte terrestre (projection polaire centrée sur le pôle sud) indiquant l'océan Austral en bleu foncé. Le sud est la ligne délimitant l'océan Austral.

Dans le système géodésique WGS 84, au niveau de 60° de latitude sud, un degré de longitude équivaut à 55,8 km ; la longueur totale du parallèle est donc de 20 088 km, soit environ la moitié de celle de l'équateur. Il en est distant de 6 654 km et du pôle Sud de 3 348 km.

### Régions traversées
Le 60e parallèle sud ne coupe aucune terre émergée. En débutant par 0° de longitude et en se dirigeant vers l'est, le parallèle suit successivement :
- limite entre l'océan Atlantique et l'océan Antarctique (jusqu'à la longitude du cap des Aiguilles, 20° E) ;
- limite entre l'océan Indien et l'océan Antarctique (jusqu'à la longitude du cap du Sud-Est, 146° 55' E) ;
- limite entre l'océan Pacifique et l'océan Antarctique (jusqu'à la longitude du cap Horn, 67° 16' W) ;
- limite entre l'océan Atlantique et l'océan Antarctique (jusqu'à 0°).

Le 60e parallèle coupe entre autres le passage de Drake en son milieu. La terre la plus proche du parallèle est, au nord, l'île Thule dans les îles Sandwich du Sud (59° 27' S, à 60 km), et au sud un ensemble d'îlots au large de l'île du Couronnement, dans les Orcades du Sud (60° 31' S, à 55 km).

## Navigation
En marine, la zone du 60e parallèle sud est parfois nommée 60e sifflants, ou 60e hurlants (par analogie avec les 50e hurlants), ou encore 60e glacés à cause des icebergs et même parfois 60e stridents à cause du manque de terres.
La navigation au sud de ce parallèle est peu fréquente. Le premier navigateur connu à l'avoir franchi est James Cook, descendu jusqu'au sud du 70e parallèle en 1773, lors de sa deuxième expédition. Dans les compétitions de navigation à la voile autour du monde, on peut citer l'expérience de Philippe Monnet, descendu jusqu'au 65e parallèle sud lors de son tour du monde à l'envers en 2000 (entouré d'icebergs, il fut contraint de remonter vers le nord alors qu'il souhaitait descendre jusqu'au 70e parallèle), ou encore celle de Jean-Luc Van Den Heede, descendu jusqu'à 62° S lors du Vendée Globe 1989-1990 où il fut entouré de glaces et quasiment contraint à faire demi-tour.

## Frontière
Le 60e parallèle sud a été choisi comme frontière nord de l'océan Antarctique, ainsi que de l'Antarctique telle que définie dans le Traité sur l'Antarctique : toute terre qui est située plus au sud est considérée, selon ce traité, comme faisant partie de l'Antarctique.
Cette délimitation est relativement arbitraire : en pratique, la latitude de la convergence antarctique — zone où se rencontrent les eaux froides antarctiques et les eaux plus chaudes des régions sub-antarctiques — varie suivant la longitude entre 48° et 61°.